# Kasdir
Kasdir è un comune dell'Algeria, situato nella provincia di Naâma.